# Batalla de Shizugatake
La Batalla de Shizugatake (賤ヶ岳の戦い Shizugatake no Tatakai?) fue un conflicto bélico que se desarrolló durante el Período Sengoku en Japón entre los partidarios de Toyotomi Hideyoshi y los partidarios de Oda Nobutaka, tercer hijo de Oda Nobunaga por el dominio del clan Oda después del asesinato de Oda Nobunaga. 
La batalla fue una de las más importantes para Hideyoshi pues le ayudó en su ascenso al poder.

## Historia
En mayo de 1583, el actual general de las fuerzas de Nobutaka llamado Shibata Katsuie coordinó una serie de ataques simultáneos sobre Shizugatake el cual era defendido por el general de Hideyoshi Nakagawa Kiyohide. Sakuma Morimasa atacó el castillo por órdenes de Katsuie y Nakagawa fue muerto en combate, pero las defensas de la fortaleza aguantaron los ataques. Cuando el ejército de Nobutaka tuvo noticias de que Hideyoshi iba en camino con refuerzos, Sakuma le ordenó a sus hombres que rompieran el asedio y se prepararan para defenderse.
El ejército de Hideyoshi obligó a las fuerzas de Sakuma a retroceder y los persiguió hasta el castillo Kitanosho en Fukui en la Provincia de Echizen. Las fuerzas de Hideyoshi asediaron el castillo por lo que Shibata le prendió fuego, mató a su familia y cometió seppuku.
Los siete generales de Hideyoshi que estuvieron en la batalla lograron una gran fama y reconocimiento y llegaron a ser conocidos como las "Siete Lanzas de Shizugatake" (shichi-hon yari?).七反槍

## Véase también

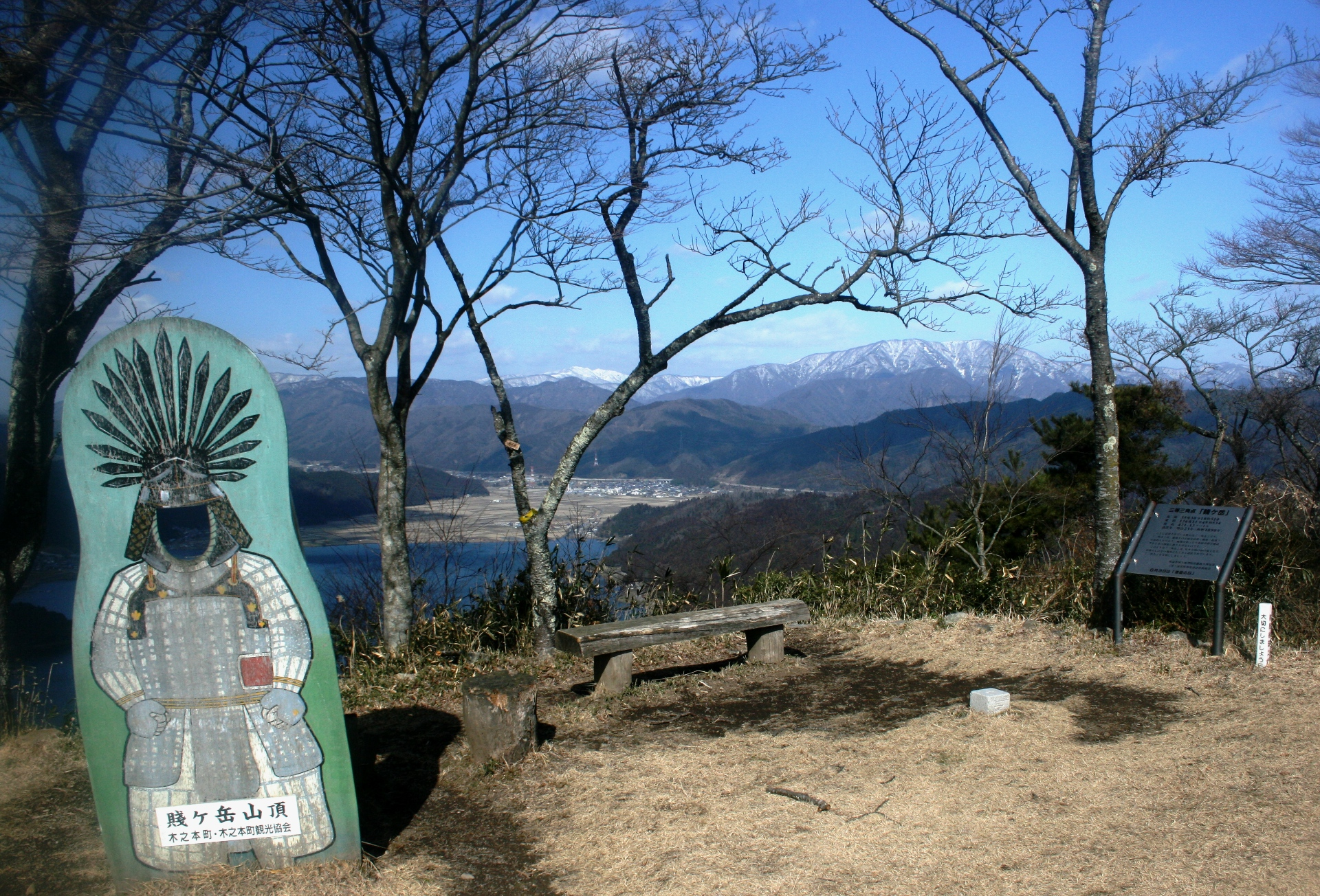
Shizugatake